# Chlorophorus salomonum
Chlorophorus salomonum là một loài bọ cánh cứng trong họ Cerambycidae.